# World’s Finest Comics
World’s Finest Comics – miesięcznik komiksowy dla dzieci i młodzieży o przygodach Supermana, Batmana i innych postaci.
Wydawany był co miesiąc przez DC Comics w USA w latach 1941–1986. Ukazały się 323 numery.